# Syndrome du hochement de tête
La  maladie du hochement de tête ou maladie du tremblement (ou Nodding Syndrome pour les anglophones) est un syndrome encore mal compris qui touche des enfants âgés de 5 à 15 ans dans quelques régions d'Afrique (Afrique sub-saharienne, sud-Soudan où la maladie a été détectée par l'OMS en 2001-2002 en Ouganda et en Tanzanie). Selon l’OMS et les Centers for Disease Control and Prevention (CDC), l'onchocercose pourrait être un facteur déclenchant ou responsable de la maladie ; cependant, si selon l'OMS au moins 18 millions de personnes, principalement en Afrique subsaharienne, sont infectées, le hochement de tête n'est observé que dans quelques régions précises. Les enfants affectés par le syndrome du hochement de tête sont plus susceptibles d'être infectés par le ver que leurs pairs en bonne santé mais le ver ne semble pas infester le cerveau ni directement lui-même induire les convulsions.

## Description du syndrome
Le patient, toujours jeune, est victime d'épisodes de hochement de la tête incontrôlables, qui semblent parfois provoqués par l'ingestion d'aliments ou un épisode de basses températures. 
Des convulsions ou de phases de regard vide et fixe accompagnent parfois ces hochements de tête. 
L'enfant cesse alors de se nourrir et semble atone avec éventuelle perte de conscience. 
Une dégradation intellectuelle est fréquente, et une malnutrition avec retard de croissance est presque systématique.

## Histoire médicale
Des cas d'une forme particulière d'épilepsie, signalés en Tanzanie à partir des années 1960 avaient éveillé des soupçons, mais ils étaient peu nombreux et avaient été traités avec un certain scepticisme par les neuroscientifiques.
De 1990 à 2013, des milliers d'enfants du Sud-Soudan et du nord de l'Ouganda ont développé une forme d'épilepsie sévère et inhabituelle. 
Les crises s'aggravent généralement avec le temps, laissant les enfants très handicapés s'ils ne meurent pas de malnutrition, d'accidents ou d'une infection secondaire.
Dans certaines localités, 50 % familles présentaient au moins un enfant affecté par ce syndrome ; 

En 2013, 1 600 enfants environ ont été détectés malades.
Cette maladie tropicale et peut-être émergente a récemment (en 2012) reçue une définition normaliséeà l'occasion de la première réunion scientifique internationale faite sur cette maladie (à Kampala, Ouganda) en août 2012.
Sa cause reste inconnue ; le syndrome, complexe, pourrait être multifactoriel. On ne comprend toujours pas pourquoi seuls les enfants sont touchés, ni pourquoi seules certaines régions sont affectées et depuis peu de temps (alors l'onchocercose y sévit probablement massivement depuis des siècles). Un co-facteur, éventuellement génétique, non encore identifié semble donc exister. La Recherche sur la maladie doit se poursuivre .
- Dans les années 2010 les chercheurs et médecins remarquent que 93 % des cas surviennent dans des zones géographiques où l'onchocercose (acquise via la piqûre d'une mouche noire se reproduisant dans les ruisseaux à écoulement rapide), est endémique ; les deux maladies semblent donc avoir des facteurs communs[1]. En 2017 une biopuce améliorée pour détecter les anticorps dirigés contre des milliers de protéines à la fois laisse penser que le ver parasite (souvent trouvé dans les enfants malades) pourrait déclencher certaines défenses de l'organisme au détriment des neurones, alors que les recherches d'anticorps pouvant éventuellement induire des réactions auto-immunes étaient jusqu'alors restées vaines. 
Le sang des patients atteints du « nodding  syndrome » réagit fortement à quatre protéines dont une protéine baptisée leiomodine 1 qui est naturellement présente dans le système nerveux humain (dont dans le cerveau)[4]. Or une protéine de forme très proche existe chez le ver parasite. Une hypothèse est que le système immunitaire de l'enfant malade attaque la leiomodine-1 de ses propres neurones au lieu de ne viser que les protéines du ver de l'onchocercose [2].
- Certains chercheurs estiment que la rougeole suivie d'une malnutrition pourrait déclencher la maladie[2].
- Erich Schmutzhard, neurologue à l'Université médicale d'Innsbruck (Autriche) pense que les anticorps de leiomodine-1 trouvés chez les malades pourraient être un résultat de l'épilepsie et non sa cause[2]. Cette protéine serait en effet présente à l'intérieur des neurones et non à leur surface. Quelque chose pourrait tuer des neurones, lesquels pourraient alors perdre cette protéine dans la circulation sanguine, ce qui déclencherait l'activité d'anticorps[2].
- En 2018 la première étude basée sur des autopsies de cerveaux d'enfants décédés à la suite de cette maladie suggère des similitudes fortes avec deux maladies du vieillissement cérébral :  maladie d'Alzheimer et maladie de Parkinson, ouvrant une nouvelle piste : la protéine tau[5].

## Soins
Aucun remède n'existe à ce jour.  
Des antiépileptiques soulagent certains enfants (des convulsions) mais sans soigner la maladie elle-même. 
L'OMS a récemment conseillé aux gouvernements une thérapie de masse par ivermectine (contre l'onchocercose) et incite à renforcer le système de santé (au profit aussi de la lutte contre d'autres maladies tropicales négligées). Là où l'onchocercose régresse cette maladie régresse .